# Сонсонате
Сонсонате (на испански: Sonsonate) е един от 14-те департамента на централноамериканската държава Салвадор. Намира се в западната част на страната. Площта му е 1226 квадратни километра, а населението – 520 778 души (по изчисления за юни 2020 г.).

## Общини
Департаментът се състои от 16 общини, някои от тях са:
1. Армения
2. Исалко
3. Калуко
4. Сан Антонио дел Монте
5. Санто Доминго
6. Сонсонате